# 熊谷義雄
熊谷 義雄（くまがい よしお、1905年5月20日 - 1994年1月4日）は、日本の政治家、自由民主党衆議院議員（5期）。三木派。デーリー東北新聞社取締役。親族に八戸市長の熊谷雄一がいる。

## 経歴
1905年、岩手県下閉伊郡普代村に生まれる。1917年、普代村立堀内小学校を卒業する。1929年、明治大学を卒業。卒業後は八戸魚市場専務を経て、戦後は大洋水産を創立し、社長となり、大洋石油、大洋水産工業、八戸製函、八戸ガス各社長、八戸商工会議所会頭に就任する。ほか、中央魚類、丸美屋、八戸通運、八戸臨海倉庫、青森県製釘、青森放送各取締役、八戸市総合振興対策審議会長を歴任した。
1963年、第30回衆議院議員総選挙において青森1区から自由民主党公認で立候補して初当選する。1967年の第31回衆議院議員総選挙で再選。1968年の第2次佐藤第2次改造内閣で行政管理政務次官に就任する。1969年の 第32回衆議院議員総選挙で三選。1972年の第33回衆議院議員総選挙で四選。1976年1月、衆議院社会労働委員長に就任。12月の第34回衆議院議員総選挙で五選。1979年の第35回衆議院議員総選挙で落選し、政界引退。大島理森を後継者に選んだ。この間、自由民主党青森県連会長や、1972年1月に八戸工業大学理事長に就任した。紺綬褒章、1980年、勲二等瑞宝章を受章。
1994年、肺炎による心不全のため、青森県八戸市の病院で死去した。

## 元秘書
- 中山安弘（元青森県議会議員）